# Husein Alić
Husein (ev. Husejn) Alić (1892 Kulen Vakuf?, Bosna a Hercegovina – 26. dubna 1962 Banja Luka, Federativní lidová republika Jugoslávie) byl bosenskohercegovský politik a pedagog bosňáckého původu.

## Životopis
V Banja Luce absolvoval gymnázium, nato pokračoval ve studiu na Filozofické fakultě Univerzity v Záhřebu. Po vzniku Království Srbů, Chorvatů a Slovinců byl politicky aktivní v Jugoslávské muslimské organizaci (JMO), dominantním politickém hnutí bosenskohercegovských muslimů. Za tuto stranu byl roku 1920 zvolen do ústavodárného shromáždění v Bělehradě a nato byl poslancem národního shromáždění (mandát získal roku 1923, 1925 a 1927). Po zavedení královské diktatury roku 1929 odešel z politiky a působil jako profesor matematiky ve Střední technické škole, nato byl ředitelem první reálného chlapeckého gymnázia v Sarajevu.
Roku 1923 se podílel na vzniku muslimského podpůrného spolku Narodna uzdanica (Lidová opora) a dlouhá léta byl činný v jeho vedení.
Po německé invazi do Jugoslávie roku 1941 a jejím rozpadu podpořil vznik fašistického Nezávislého státá Chorvatsko. Roku 1943 byl jmenován velkým županem Velké župy Sana-Luka se sídlem v Banja Luce. Během jednoho ze spojeneckých bombardování města zahynula jeho manželka a tři dcery. Následně se vzdal postu župana a stáhl se do ústraní. Po ustavení komunistické moci v zemi byl zatčen, ale po krátce době propuštěn bez jakéhokoli trestu.
Husein Alić se oženil se Zejre, dcerou tešanjského obchodníka a politika Zija-bega Đonlagiće.